# Лукьянов, Виталий Фёдорович
Виталий Фёдорович Лукьянов (6 февраля 1940 — 11 ноября 2017) — советский и российский учёный в области сварочного производства, проектирования и производства сварных конструкций, доктор технических наук, профессор. С 1987 по 2012 год — заведующий кафедрой «Машины и автоматизация сварочного производства» РИСХМ.

## Биография
В 1957 году поступил на факультет «Сварочное производство» Ростовского института сельскохозяйственного машиностроения (РИСХМ).
В 1962 году, после окончания РИСХМ, решением учёного Совета направлен в аспирантуру при кафедре сварки МГТУ им. Н.Э. Баумана. В 1965 г. окончил аспирантуру при МВТУ им. Н. Э. Баумана. В 1984 г. защитил докторскую диссертацию.
С августа 1965 года до смерти работал в РИСХМе (в настоящее время Донской государственный технический университет), пройдя путь от ассистента до профессора и заведующего кафедрой «Механизация и автоматизация сварочного производства».
Докторская диссертация: Исследование прочности сварных листовых конструкций, работающих под давлением.
Подготовил 6 докторов, 18 кандидатов технических наук.
В 1995 году избран действительным членом Российской инженерной академии.
С 1992 года по 2012 год возглавлял диссертационный совет ДГТУ по специальности 03.05.10 — Сварка, родственные процессы и технологии. С 1995 года по 2012 год являлся членом экспертного Совета ВАК по Машиностроению, с 2007 являлся советником ректора ДГТУ.
С 1992 был бессменным вице-Президентом Национального Агентства Контроля Сварки (НАКС), членом Президиума НАКС, членом дисциплинарного комитета, руководителем комитета Научно-технического совета по аттестации персонала, членом Совета по профессиональным квалификациям в области сварки.

## Научная деятельность
Под его руководством и с личным участием разработаны роботизированные технологические комплексы для производства сварных узлов на заводе «Ростсельмаш». Им разработана теория имитационного моделирования процесса разрушения сварных корпусных конструкций и сосудов, работающих под давлением, позволяющая прогнозировать влияние технологической наследственности на надёжность.

### Научные интересы
Прочность и трещиностойкость сварных соединений, производство сварных конструкций, сертификация сварочного производства, роль человеческого фактора в сварочном производстве

### Научные труды
- Изготовление сварных рам и решетчатых конструкций [Текст] : Учеб. пособие. — Ростов н/Д : РИСХМ, 1978. — 90 с., 3 л. ил. : ил.; 20 см.
- Изготовление сварных конструкций в заводских условиях : учебное пособие для студентов специальности 150202 «Оборудование и технология сварочного производства» / В. Ф. Лукьянов, В. Я. Харченко, Ю. Г. Людмирский. — Ростов-на-Дону : Феникс, 2009. — 314, [3] с. : ил., табл.; 20 см. — (Серия «Высшее образование»).; ISBN 978-5-222-14582-1 (в пер.)
- Проектирование сварных соединений, работающих в условиях действия статических нагрузок [Текст] : учебное пособие для студентов высших учебных заведений, обучающихся по направлению подготовки 150700 «Машиностроение» / В. Ф. Лукьянов ; М-во образования и науки Российской Федерации, Федеральное гос. бюджетное образовательное учреждение высш. проф. образования «Донской гос. технический ун-т». — Ростов-на-Дону : Изд. центр ДГТУ, 2012. — 172 с. : ил.; 21 см; ISBN 978-5-7890-0635-1
- Производство сварных конструкций : для студентов высших учебных заведений, обучающихся по направлению 651400 «Машиностроительные технологии и оборудование» по специальности 120500 «Оборудование и технология сварочного производства» / В. Ф. Лукьянов, Ю. Г. Людмирский, В. Я. Харченко ; Федеральное агентство по образованию, Гос. образовательное учреждение высш. проф. образования Донской гос. технический ун-т. — Ростов-на-Дону : ДГТУ, 2006. — 334 с. : ил., табл.; 21 см; ISBN 5-7890-0394-X
- Ремонт конструкций и восстановление деталей сваркой и наплавкой [Текст] : учебное пособие для студентов высших учебных заведений, обучающихся по направлению подготовки 150700 «Машиностроение» / В. Ф. Лукьянов, Ю. Г. Людмирский, Н. Г. Дюргеров ; М-во образования и науки Российской Федерации, Федеральное гос. бюджетное образовательное учреждение высш. проф. образования «Донской гос. технический ун-т» (ДГТУ). — Ростов-на-Дону : Изд. центр ДГТУ, 2011. — 219 с. : ил., табл.; 21 см; ISBN 978-5-7890-0623-8

## Награды и звания
Лауреат Премии Правительства РФ в области науки и техники за 1998 год — за разработку и внедрение комплекса высокоэффективных технологий и оборудования для сварки объектов ответственного назначения. Заслуженный деятель науки Российской Федерации (2007)/